# Ultimatumul german din 1939 adresat Lituaniei

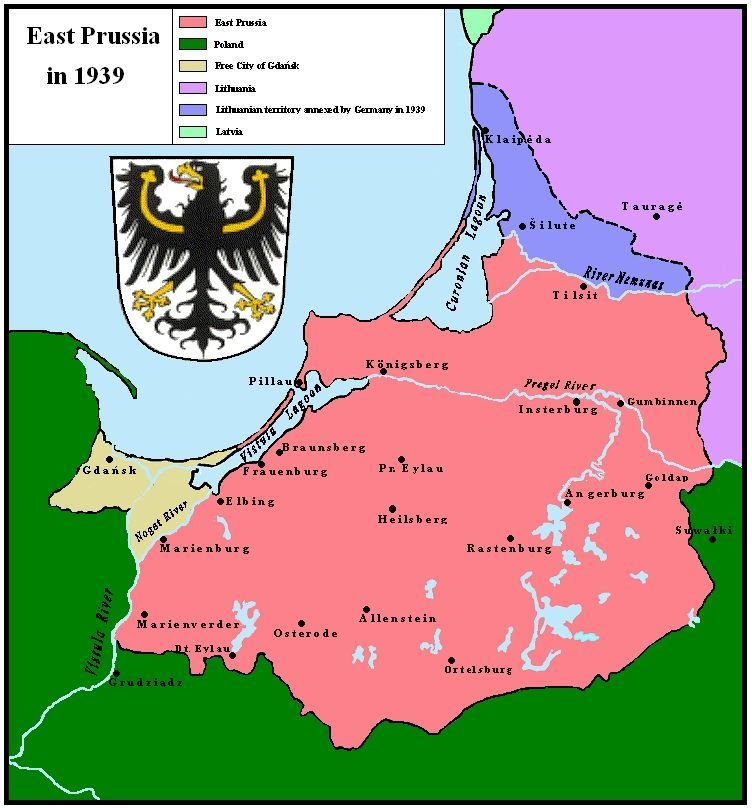
Prusia Orientală după intrarea în vigoare a ultimatumului; regiunea Klaipėda/Memelland cu albastru și Prusia Orientală cu roșu.

Ultimatumul german din 1939 a fost un ultimatum verbal prezentat lui Juozas Urbšys, ministrul de externe al Lituaniei, de către Joachim von Ribbentrop, ministrul de externe al Germaniei Naziste, la 20 martie 1939. Germanii au cerut Lituaniei retrocedarea regiunii Klaipėda (denumită și teritoriul Memel), care fusese desprinsă din Germania după Primul Război Mondial, altfel amenințând cu invadarea Lituaniei de către Wehrmacht. După ani de tensiune crescândă între Lituania și Germania, de intensificare a propagandei naziste în regiune, și de expansiune constantă a Germaniei, cererea nu a venit ca o surpriză. Ultimatumul a fost emis la doar cinci zile după ocupația nazistă a Cehoslovaciei. Cei patru semnatari ai convenției de la Klaipėda⁠(en)[traduceți] din 1924, care garantase protejarea status quo-ului în regiune, nu a oferit niciun sprijin concret. Regatul Unit și Franța urmau o politică de conciliere⁠(en)[traduceți], în vreme ce Italia și Japonia susțineau deschis Germania. Lituania a fost obligată să accepte ultimatumul la 22 martie. Pentru Germania, avea să fie ultima anexare teritorială dinaintea celui de al Doilea Război Mondial; pentru Lituania, a fost o mare pierdere economică și morală; pentru Europa a contribuit la escaladarea tensiunilor premergătoare războiului.

## Disputa teritorială asupra regiunii Klaipėda
Klaipėda (în germană: Memel), un important port din Prusia Orientală, a fost separat de Germania prin Articolul 28 al tratatului de la Versailles și a fost administrat de Aliați pe baza Articolului 99. Franța a preluat administrația regiuni, în timp ce Lituania a continuat să facă lobby pentru a-l prelua ea, susținând că trebuie să aparțină ei datorită importantei popualții lituaniene și pentru că constituia singura ieșire a acestei țări la Marea Baltică. Polonia revendicase și ea teritoriul. Întrucât Aliații ezitau să ia o hotărâre și părea că regiunea avea să devină stat liber, după modelul Orașului Liber Danzig, Lituania a luat inițiativa și a organizat insurecția din Klaipėda⁠(en)[traduceți] în ianuarie 1923. Rusia Sovietică și Germania au susținut-o. Regiunea a fost alipită la Lituania, ca teritoriu autonom cu propriul său parlament (Parlamentul regiunii Klaipėda⁠(en)[traduceți]). Ea acoperea circa 2.400 km² și avea o populație de circa 140.000 de locuitori.
De-a lungul anilor 1920, Lituania și Germania au întreținut relații relativ normale, ele având în comun o dușmănie față de Polonia. În ianuarie 1928, după lungi și grele negocieri, Germania și Lituania au semnat o convenție de frontieră, prin care Germania recunoștea Klaipėda ca teritoriu lituanian. Tensiunile au început însă să crească în anii 1930, după ce Republica de la Weimar a fost înlocuită cu Germania Nazistă. O perioadă deosebit de tensionată a fost luna februarie 1934 când guvernul lituanian a arestat zeci de activiști naziști. Ca răspuns la aceste arestări și procese, Germania a declarat boicot asupra importurilor agricole din Lituania. Boicotul a produs o criză economică în Suvalkija⁠(en)[traduceți] (sudul Lituaniei), unde fermierii au organizat proteste violente. După plebiscitul⁠(en)[traduceți] din Saar majoritatea deținuților politici naziști au fost amnistiați. În urma acestor amnistii, prestigiul Lituaniei a avut de suferit și pe plan extern, dar și în Klaipėda, ceea ce a permis Germaniei să-și crească influența în regiune.

## Escaladarea tensiunilor
În primăvara lui 1938, Adolf Hitler a declarat personal că redobândirea Klaipėdei este una dintre cele mai mari priorități, după Regiunea Sudetă. Când Polonia a dat Lituaniei un ultimatum⁠(en)[traduceți] în martie 1938, Germania a declarat deschis că în caz de conflict armat între Polonia și Lituania, armata sa va invada Lituania pentru a anexa Klaipėda și o mare parte a vestului Lituaniei. La o săptămână după ce Lituania a acceptat ultimatumul polonez, Germania a prezentat un memorandum⁠(en)[traduceți] cu unsprezece puncte în care cerea libertate de acțiune pentru activiștii pro-germani din regiune și reducerea influenței lituaniene acolo. Aceste puncte erau formulate într-o manieră deliberat vagă, care avea să permită Germaniei să acuze Lituania că le încalcă. Lituania a ales să amâne abordarea problemei, în speranța că situația internațională se va ameliora. Între timp, ea spera și că nu va da populației germane motive de a se plânge.
Tactica nu s-a dovedit una bună: protestele și propaganda nazistă erau la ordinea zilei, chiar și în rândurile populației lituaniene, și guvernul local nu le putea împiedica. Naziștii hărțuiau fizic organizațiile lituaniene. La 1 noiembrie 1938, Lituania a fost presată să ridice legea marțială și cenzura presei. La alegerile din decembrie pentru parlamentul regiunii Klaipėda⁠(en)[traduceți], partidele pro-germane au primit 87% din voturi (25 de locuri din 29) în teritoriul Klaipėda. Dr. Ernst Neumann, principalul inculpat în procesele din 1934, a fost eliberat din închisoare în februarie 1938 și a devenit liderul mișcării pro-germane din Klaipėda. În decembrie, el a fost primit de Adolf Hitler, care l-a asigurat că problema Klaipėdei va fi rezolvată până în martie sau aprilie 1939. Neumann și alți activiști naziști au revendicat dreptul la autodeterminare pentru regiune și au pretins ca Lituania să deschidă negocieri pe tema statutului politic al Klaipėdei. Existau așteptări ca parlamentul să voteze revenirea la Germania după întrunirea sesiunii sale la 25 martie 1939. Canalele oficiale ale Germaniei nu au comunicat deloc pe această temă. Germania spera că Lituania va ceda voluntar agitata regiune, și o atitudine publică ar fi putut perturba sensibilele discuții în care era angajată cu Polonia pe tema unei alianțe anticomuniste împotriva Uniunii Sovietice.

## Ultimatumul
La guvernul lituanian au ajuns zvonuri cum că Germania avea planuri exacte pentru a prelua Klaipėda. La 12 martie, ministrul de externe Urbšys a reprezentat Lituania la înscăunarea Papei Pius al XII-lea la Roma. La întoarcerea în Lituania, el s-a oprit la Berlin în speranța că va clarifica aceste zvonuri. La 20 martie, Ribbentrop a acceptat să se întâlnească cu Urbšys, dar nu și cu Kazys Škirpa, căruia i s-a cerut să aștepte în altă cameră. Conversația a durat circa 40 de minute. Ribbentrop a pretins retrocedarea Klaipėdei și a amenințat cu acțiunea militară. Urbšys a transmis acest ultimatum verbal guvernului lituanian. Întrucât ultimatumul nu a fost niciodată pus în scris și nu conținea un termen-limită formal, unii istorici i-au subestimat importanța, descriindu-l ca un „set de cerințe”. Cu toate acestea, era clar că dacă Lituania se va opune, se va face uz de forță, și a existat și avertismentul de a nu cere ajutor de la alte țări. Deși nu s-a dat un termen-limită, Lituaniei i s-a spus să ia rapid decizia și că orice violențe și orice victime germane ar apărea vor provoca un răspuns inevitabil din partea armatei germane.
Lituania a informat în secret pe semnatarii Convenției de la Klaipėda⁠(en)[traduceți] despre aceste pretenții, întrucât nici măcar Lituania nu avea dreptul să transfere Klaipėda altui stat fără aprobarea semnatarilor. Italia și Japonia au susținut Germania, în vreme ce Regatul Unit și Franța și-au exprimat simpatia pentru Lithuania dar au ales să nu facă nimic concret în sprijinul ei. Ei au urmat mult mediatizata poltitică de conciliere a lui Hitler⁠(en)[traduceți]. Regatul Unit a tratat problema la fel cum tratase și Criza Sudetă și nu a făcut planuri de a ajuta Lituania sau alte Țări Baltice în eventualitatea unei agresiuni germane. Uniunea Sovietică, deși în principiu sprijunea Lituania, nu a dorit să-și perturbe relațiile cu Germania, întrucât lua în calcul o alianță cu naziștii. Fără susținere materială, Lituania nu a avut de ales decât să accepte ultimatumul. Diplomația lituaniană a caracterizat această concesiune ca un „rău necesar” care va permite Lituaniei să-și păstreze independența și a întreținut speranța că este doar o retragere temporară.

## Acceptarea
La ora 1:00 am în 23 martie, Urbšys și Ribbentrop au semnat un tratat, retroactiv din 22 martie, prin care Lituania ceda voluntar regiunea Klaipėda Germaniei. Tratatul cuprindea cinci articole:
| “                                                             | Articolul I: Regiunea Klaipėda, luată de la Germania prin tratatul de la Versailles, este reunită cu Reich-ul German, începând de astăzi. Articolul II: Regiunea Klaipėda va fi evacuată imediat de armata și poliția lituaniene. Guvernul lituanian se va îngriji ca teritoriul să fie lăsat în ordine pe parcursul evacuării. Ambele părți vor numi comisari, în măsura în care se va dovedi necesar, care vor îndeplini predarea administrației care nu se află în mâinile autorităților autonome ale regiunii Klaipėda Region. Reglementarea restului chestiunilor ce rezultă din schimbul de suveranitate de stat, în special chestiunilor economice și financiare, chestiunilor oficialilor și cetățeniei, este rezervată pentru alte acorduri speciale. Articolul III: Pentru a sluji necesităților sale economice, Lituaniei i se va rezerva o zonă de port liber în Klaipėda. Detaliile vor fi reglementate expres în conformitate cu îndrumările și anexele atașate acestui acord. Articolul IV: Pentru a-și întări hotărârea și a-și proteja dezvoltarea amicală pe viitor a relațiilor dintre Germania și Lituania, ambele părți își asumă obligația de a nu acționa cu forța împotriva celeilalte și de a nu susține vreo terță parte într-o agresiune împotriva celeilalte. Articolul V: Acest acord intră în vigoare în momentul semnării, în prezența plenipotențiarilor ambelor părți, în dublu original în limbile germană și lituaniană. Berlin, 22 martie 1939 | ” |
| — După tratatul Lituania–Germania citat în The New York Times | |   |

## Urmări
Chiar înainte ca tratatul să fie semnat, soldații germani intraseră deja în portul Klaipėda⁠(en)[traduceți]. Adolf Hitler, la bordul crucișătorului Deutschland⁠(en)[traduceți], a făcut personal un tur al orașului și a ținut o cuvântare. Flota ce mergea spre Klaipėda cuprindea cuirasatul Admiral Graf Spee, crucișătoarele Nürnberg⁠(en)[traduceți], Leipzig⁠(en)[traduceți] și Köln⁠(en)[traduceți], două escadrile de distrugătoare, trei flotile de torpiloare și o flotilă de tendere. La acea dată, marina lituaniană avea un singur vas de război, Prezidentas Smetona⁠(en)[traduceți], un deminor⁠(en)[traduceți] modificat de 580 de tone. Deși germanii sărbătoreau redobândirea orașului, politicienii europeni își exprimau temerile că următorul pe lista lui Hitler va fi Orașul Liber Danzig.
| Industria din regiunea Klaipėda (1939) | Industria din regiunea Klaipėda (1939) | Industria din regiunea Klaipėda (1939) |
| Industrie                              | Producție (în mii de litas)            | Producție (% din totalul național)     |
| -------------------------------------- | -------------------------------------- | -------------------------------------- |
| Exploatarea turbei                     | 1.272                                  | 13,3                                   |
| Metale și mașini                       | 2.377                                  | 10,6                                   |
| Produse chimice                        | 7,747                                  | 36,6                                   |
| Pielărie și blănuri                    | 764                                    | 4,2                                    |
| Textile                                | 28.257                                 | 44,2                                   |
| Cherestea                              | 20.899                                 | 53,9                                   |
| Hârtie și tipărituri                   | 20.744                                 | 57,6                                   |
| Produse alimentare                     | 27.250                                 | 21,5                                   |
| Îmbrăcăminte                           | 1.495                                  | 6,6                                    |
| Electricitate și gaze                  | 4.938                                  | 28,6                                   |

Acceptarea necondiționată de către președintele Antanas Smetona a unui al doilea ultimatum în mai puțin de un an a devenit o mare sursă de nemulțumire față de guvernarea sa autoritară. Ultimatumul german a declanșat o criză politică: cabinetul pasiv al lui Vladas Mironas⁠(en)[traduceți] a fost înlocuit cu unul condus de generalul Jonas Černius⁠(en)[traduceți]. Pentru prima oară după lovitura de stat din 1926⁠(en)[traduceți], guvernul cuprindea membri ai opoziției: Leonas Bistras⁠(en)[traduceți], din Partidul Creștin-Democrat Lituanian⁠(en)[traduceți], a fost numit ministru al educației și Jurgis Krikščiūnas, de la Uniunea Populară Țărănească Lituaniană⁠(en)[traduceți], a fost numit ministru al agriculturii. Întrucât alte partide erau interzise, Bistras și Krikščiūnas au fost oficial anunțați ca miniștri independenți. Patru generali erau acum membri ai guvernului. Cu toate acestea, nici măcar criza internațională ce se profila nu i-a făcut pe politicienii lituanieni să se unească, ei continuând să se angajeze în dispute politice meschine.
Pierderea unicei ieșiri la Marea Baltică a fost o mare lovitură pentru economia lituaniană. Între 70% și 80% din comerțul exterior lituanian trecea prin Klaipėda. Regiunea, care reprezenta doar 5% din suprafața țării, conținea o treime din industrie. Lituania a pierdut și masivele investiții pe care le făcuse în infrastructura portului. Circa 10.000 de refugiați, predominant evrei, au părăsit regiunea și au căutat adăpost din partea guvernului lituanian. Lituanienii și-au pierdut încrederea în soarta țării lor: în martie–aprilie, retragerile de depuneri în bănci și în instituțiile de credit au ajuns la aproape 20% din total. După pierderea regiunii Klaipėda, Lituania a alunecat în sfera de influență germană, mai ales în termeni comerciali. La sfârșitul lui 1939, Germania primea 75% din exporturile Lituaniei și îi livra 86% din importuri. Germania și Uniunea Sovietică au convenit în același an asupra Pactului Ribbentrop–Molotov, împărțindu-și Europa de Est în sfere de influență. La început, cum era și firesc, Lituania a intrat în sfera Germaniei. Naziștii au mers până într-acolo încât să propună o alianță militară germano–lituaniană împotriva Poloniei, promițând retrocedarea regiunii Vilnius, dar Lituania a ținut la politica sa strictă de neutralitate.